# Wilhelm Hisinger
Wilhelm Hisinger (Vestmânia, 23 de Dezembro de 1766 — Skinnskatteberg, 28 de Junho de 1852) foi um mineralogista e químico sueco, pioneiro da electrólise e co-descobridor com Jöns Jacob Berzelius do cério. Fez parte de uma família abastada, proprietária de minas e pedreiras, o que lhe permitiu dedicar-se à investigação em mineralogia e depois em química e física.

## Biografia
Originário de uma rica família proprietária de minas, aprendeu química no laboratório privado do seu pai, ganhando um grande interesse pela química e pela física. A descoberta da pilha por Alessandro Volta despertou o seu interesse pela electroquímica, matéria que o acompanharia toda a vida.
Em 1807, trabalhando em conjunto com Jöns Jacob Berzelius, um cientista a quem auxiliara financiando a montagem de um laboratório de química analítica, descobriu que na electrólise determinadas substâncias eram sempre atraídas para o mesmo pólo e que substâncias atraídas para um mesmo pólo partilhavam múltiplas características. Essa constatação levou-o a postular que existia pelo menos uma relação qualitativa entre as propriedades (a natureza) químicas e eléctricas das substâncias.
Trabalhando em laboratório separados, Martin Heinrich Klaproth num, e Berzelius e Hisinger noutro, descobriram em 1803 o elemento químico cério, nome que foi atribuído a partir do recém-descoberto asteróide, Ceres. Apesar de descoberto quase em simultâneo nos dois laboratórios, mais tarde foi demonstrado que o cério de Berzelius e Hisinger era na verdade uma mistura de cério, lantânio e o chamado didímio (também uma mistura de terras raras).
O mineral hisingerite, um silicato de ferro de fórmula Fe2Si2O5(OH)4.2H2O, foi assim denominado em homenagem a Hisinger. Uma variante daquele mineral, com um dos átomos de ferro substituído por um de alumínio, é denominado hisingerite alumínica.

## Obras publicadas
- Samling till en minerographie öfver Sverige (I, 1790)
- Samling till en mineralogisk geographie öfver Sverige (1808)
- Afhandlingar i physik, chemie och mineralogie (6 vol., em colaboração com Berzelius m.fl., 1806-18)
- Anteckningar i physik och geognosie under resor i Sverige och Norge (1819-39)
- Esquisse d’un tableau des pétrifications de la Suède (1829; nova edição 1831)
- Geognostisk karta öfver medlersta och södra delarne af Sverige (1832)
- Handbok för mineraloger under resor i Sverige (1843)
- Icones petrificatorum Sueciæ, I (1835)
- Lethæa suecica seu petrificata Sueciæ iconibus et characteribus illustrata (com 2 suplementos, 1837-41).